# Statue de Constant Lievens
La statue de Constant Lievens est une statue située sur la Marktplaats de la ville belge de Moorslede.

## Description
La statue représente le père Constant Lievens (1865-1893), un jésuite né à Moorslede qui a travaillé en Inde. Il s'agit d'une statue équestre, faisant référence au fait que Lievens était un cavalier expérimenté qui voyageait vers le peuple à cheval.
Elle repose sur un socle en pierre dure. Constant Lievens tient un crucifix et un membre du peuple de Chota Nagpur s'agenouille pour être baptisé.

## Historique
La statue a été conçue par Josué Dupon et dévoilée en 1929, dans le cadre de grandes festivités.
La statue a été classée monument protégé en 2013.

## Source
- (nl) « Standbeeld Pater Lievens », sur inventaris.onroerenderfgoed.be (consulté le 2 février 2023)